# Artiguemy
Artiguemy település Franciaországban, Hautes-Pyrénées megyében. Lakosainak száma 84 fő (2022. január 1.). Artiguemy Chelle-Spou, Bonnemazon, Cieutat, Gourgue és Mauvezin községekkel határos.

## Népesség
A település népességének változása:
| Lakosok száma | 91   | 95   | 96   | 92   | 90   | 88   | 87   | 86   | 84   |
|               | 2013 | 2015 | 2016 | 2017 | 2018 | 2019 | 2020 | 2021 | 2022 |